# Eggelingia clavata
Eggelingia clavata är en orkidéart som beskrevs av Victor Samuel Summerhayes. Eggelingia clavata ingår i släktet Eggelingia och familjen orkidéer. Inga underarter finns listade i Catalogue of Life.